# Greenaspis chekiangensis
Greenaspis chekiangensis är en insektsart som beskrevs av Tang 1977. Greenaspis chekiangensis ingår i släktet Greenaspis och familjen pansarsköldlöss. Inga underarter finns listade i Catalogue of Life.